# 20フェンチャーチ・ストリート
20フェンチャーチ・ストリート（英語: 20 Fenchurch Street）は、シティ・オブ・ロンドンのフェンチャーチ街20番地に所在する商業用超高層ビルである。住所をそのままビルの名称としている。2014年4月に竣工し、2015年1月にレストランやバーを備えた屋上庭園「スカイガーデン」がオープンした。総開発費は4.7億ポンドと報じられている。
上部が膨らんだ特徴的なデザインは建築家ラファエル・ヴィニオリによるもので、似た形のトランシーバーになぞらえて「ウォーキートーキー」（Walkie‐Talkie）と呼ばれている。この形状に由来するいくつかの問題点が指摘されている。2015年、ビルディング・デザイン誌によってイギリスで最も醜い新築建築物カーバンクル・カップに選ばれた。BREEAMによる持続可能性評価では「Excellent」と評された。
当初はランド・セキュリティーズ社とカナリー・ワーフ社の所有であったが、2017年7月、香港の李錦記グループが12.8億ポンドで購入したと報じられた。

## 建造の経緯

### 旧ビル
このビルの建造以前、この地には25階建て、高さ91メートル高層ビルが建てられていた。1968年の建造で、ロンドンで最も早期に建造された高層建築のひとつであった。 
2006年、新ビルの建設が許可された。旧ビルは2008年に取り壊されたが、屋上階からフロアを吊り下げる特異な構造であったため、下層階から順番にフロアを撤去する手順となり話題となった。 

### 新ビル
2009年1月に地盤工事、2011年1月に建築工事を開始し、2014年4月に竣工した。翌月からテナントが入居を開始し、2014年8月までに仕上げを施し、2015年1月に建物とスカイガーデンが正式にオープンした。 

## 特徴
ウルグアイ人建築家ラファエル・ヴィニオリによる上部が膨らんだデザインが特徴的である。このデザインは、貴重な高層階フロアの面積を増やすとともに、地上階において広い歩道を設けることを可能にしている。一方、単により多くの賃料を得るためだとの意見もある。

### フロア構成
地上階は2フロア分の高さのロビーとなっている。3階から34階まではオフィスが入居する。最上階の3フロアは屋上庭園「スカイガーデン」が設けられている。ロンドンで最も高い位置にある公園を標榜している。
スカイガーデンにはレストラン、バー、展望台、イベントスペースが設けられている。

### エコへの取り組み

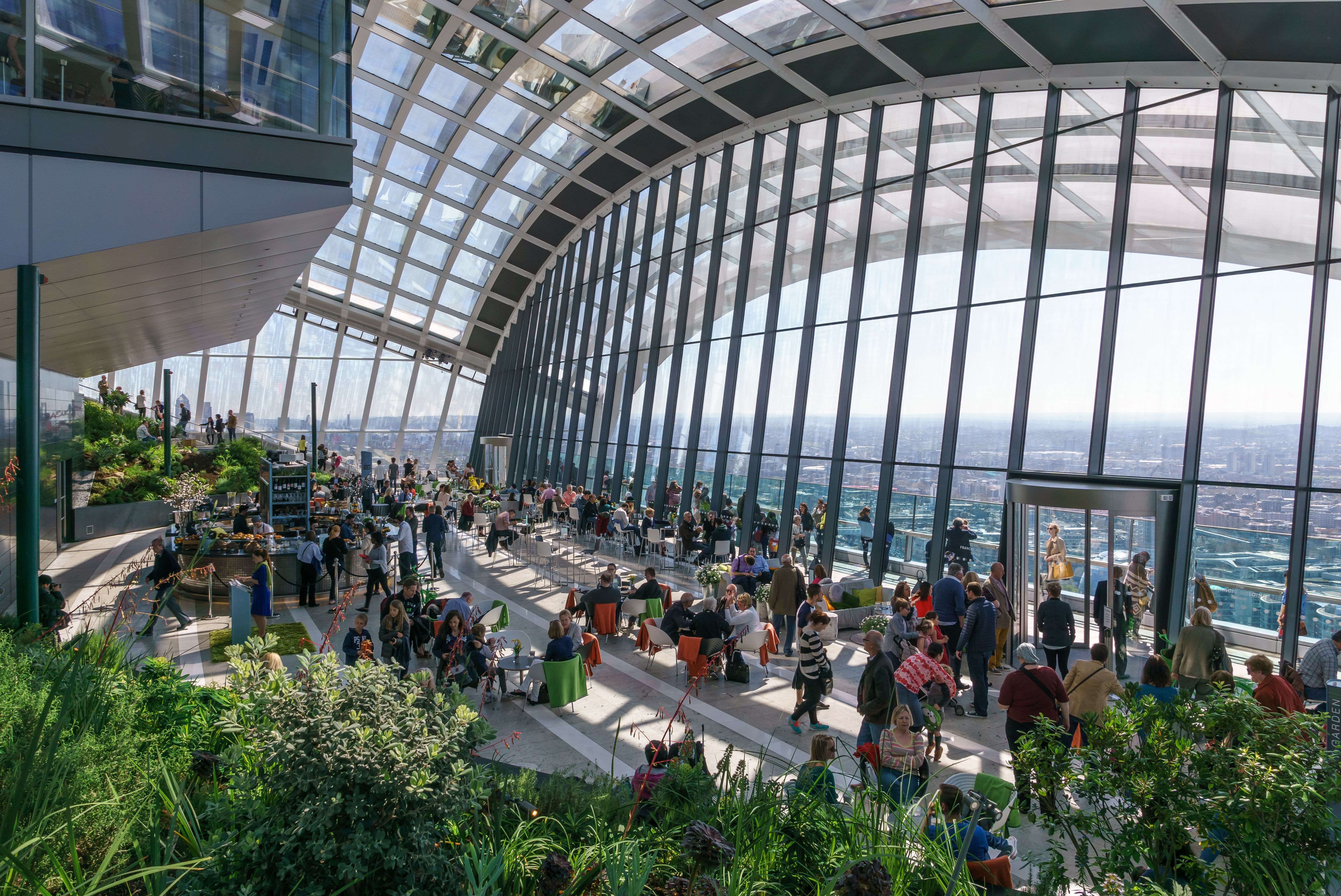
スカイガーデン

環境性能評価BREEAMで「Excellent」の評価を得た。屋上には太陽光発電パネルが設置されており、年間27,300kWhを発生する。欧州の省エネ性能証明書制度EPC-Bを取得している。また、森林管理のための国際的機関である森林管理協議会（FSC）による認証を得ている。

## 問題点

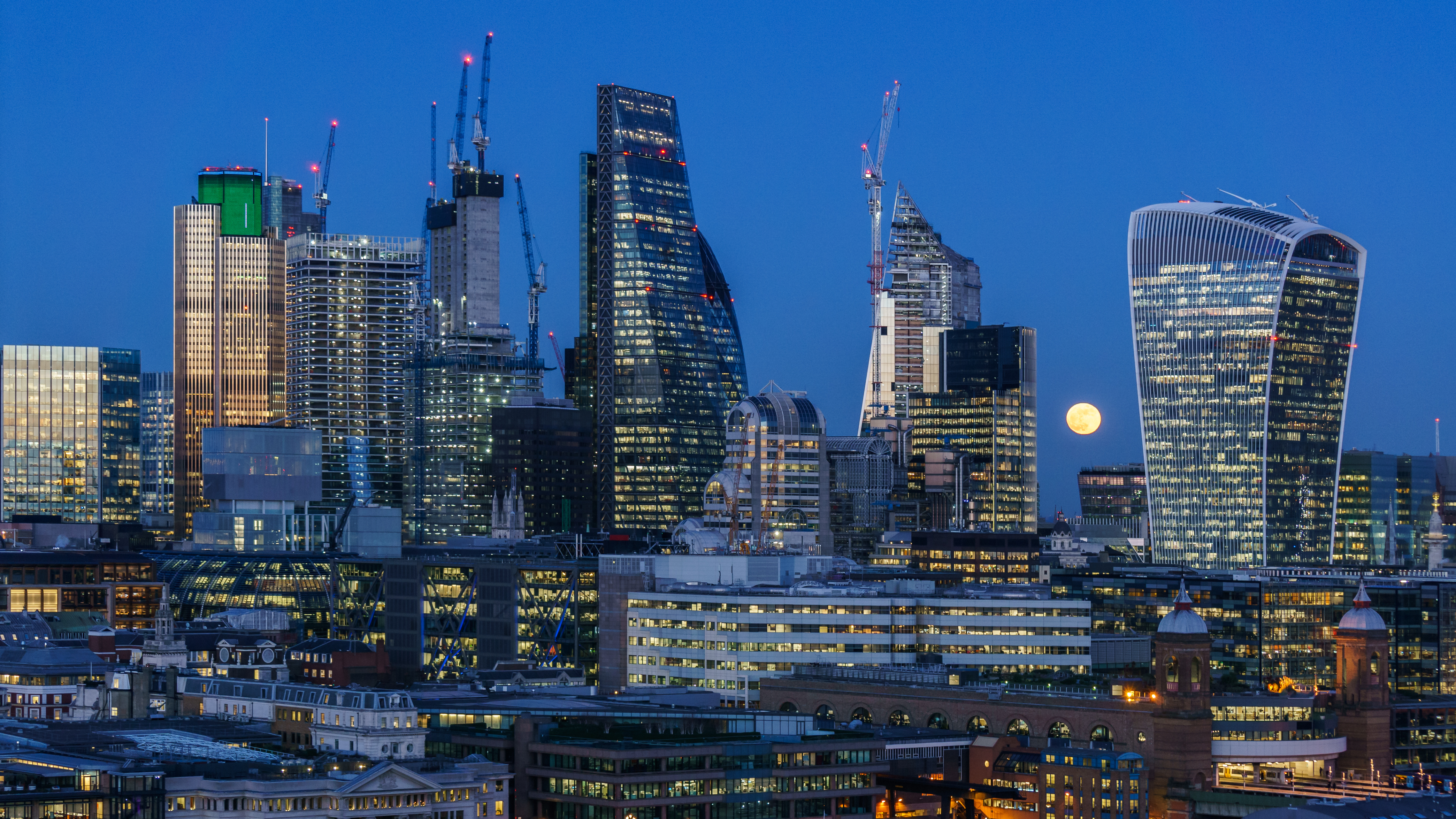
月と「Walkie‐Talkie」

### 日光の反射
建築が進むにつれ、南側の窓に反射する日光のまぶしさが問題となり始めた。
竣工に先立つ2013年9月、建築現場の近くに2時間ほど駐車していた乗用車の外装が溶けるという事件が発生し、当ビルの窓による日光の反射が原因と判断された。通常のビルと異なり反り返るような形状のため、凹面鏡の原理で日光が集約され、異常な高温になったという。開発業者は車の修理費用を負担した。ほかにも、自転車のサドルや商店のドアマットが焦げた、フライパンで目玉焼きを焼くことができたなどの報告がなされた。担当した建築家ヴィニオリは、ここまで高温になることは予想していなかったと述べた。抜本的な対応として、南側の窓に日光を反射しない素材を取り付けた。

### ビル風
高層建築によるビル風が風害として時に問題となる。当ビルでも竣工以来強いビル風の発生が報告されており、独特の形状との関連も指摘されている。2019年、シティ・オブ・ロンドンは、高層建築の建造にあたってより厳しい事前検査を行うようガイドラインを発表した。